# Nikolai Budarin
Nikolai Mikhàilovitx Budarin (rus: Николай Михайлович Бударин) (nascut el 29 d'abril de 1953 a Kíria, Txuvàixia) és un cosmonauta rus, va realitzar tres missions espacials ampliades a bord de l'estació espacial Mir i l'Estació Espacial Internacional. També va realitzar vuit passeigs espacials en un temps total de 44 hores.
Nomenat candidat de cosmonauta el 1989, la primera missió espacial de Budarin va ser l'assignació de llarg termini a bord de l'estació espacial Mir en el 1995. En total va passar 75 dies a l'espai (del 27 de juny a l'11 de setembre) com a enginyer de vol. Durant aquest període, va realitzar tres sortides extravehiculars amb una durada total de 14 hores i 32 min. Va realitzar el seu segon vol del 29 de gener al 25 d'agost de 1998 com a enginyer de vol de la nau espacial de transport Soiuz-TM i de l'estació Mir. Durant el vol va fer cinc passeigs espacials amb una durada total de 30 hores i 8 min. La durada del vol va ser de 207 dies, 12 hores i 51 minuts. El seu tercer vol va ser del 24 de novembre de 2002 al 4 de maig de 2003 a l'Estació Espacial Internacional amb l'Expedició 6.